# Marúf al-Bachít
Marúf al-Bachít (arabsky معروف البخيت‎, * 18. března 1947 – 7. října 2023) byl premiér Jordánska. Poprvé byl ve funkci premiéra od 27. listopadu 2005 do 25. listopadu 2007, podruhé od 9. února 2011 do 17. října 2011, v obou případech jej jmenoval král Abdalláh II.
Marúf al-Bachít má za sebou vojenskou kariéru, u armády byl od roku 1964 do roku 1999, kdy ji opustil v hodnosti generálmajora. Vyznával sunnitský islám.